# Claire Samson
Claire Samson, née le 12 avril 1955 à Montréal, est une gestionnaire de média et femme politique québécoise. En 2014, elle est élue députée de la circonscription d'Iberville à l'Assemblée nationale du Québec sous l'étiquette de la Coalition avenir Québec.
Le 15 juin 2021, elle est exclue du caucus de la CAQ pour avoir fait un don au Parti conservateur du Québec, dirigé par Éric Duhaime. Elle passe au Parti conservateur du Québec deux jours plus tard.

## Biographie
Claire Samson œuvre dans le domaine des médias depuis 1973. Elle commence chez Télémédia, devenant directrice des promotions. De 1978 à 1989, elle est directrice des communications à la Société Radio-Canada, puis de 1989 à 1993, vice-présidente aux communications à Télé-Métropole. En 1993, elle est promue vice-présidente à la planification et au développement, supervisant le partenariat entre Télé-Métropole et CanWest Global pour l'achat de CKMI, une station de télévision anglophone de Québec, et sa transformation en station-phare du réseau CanWest Global au Québec. En 1993, elle retourne à Radio-Canada comme directrice générale des communications aux services français. En 1995, elle se retrouve de nouveau au secteur privé comme vice-présidente et chef des opérations chez Télévision Quatre-Saisons. De retour à Radio-Canada en 1997, elle est directrice générale des communications et directrice générale par intérim de la programmation au réseau français. En 1999, elle s'est jointe au groupe Publicis, mais dès janvier 2000 elle est choisie comme présidente-directrice générale de l'Association des producteurs de film et de télévision du Québec, maintenant appelée l'Association québécoise de la production médiatique (AQPM).

### Vie politique
Elle se lance en politique sous la bannière de la Coalition avenir Québec en août 2012 lors de l'élection générale québécoise de 2012 dans la circonscription d'Iberville. Elle annonce son intention de déménager de Boucherville pour aller vivre dans la circonscription. Elle finit 2e avec 11 826 votes (33,39 %), concédant une majorité de 1 953 votes à la député sortante du Parti québécois Marie Bouillé.
Elle se représente à nouveau lors de l'élection générale québécoise de 2014, cette fois-ci, avec succès. Elle défait la députée sortante Marie Bouillé avec, curieusement, moins de votes qu'en 2012 soit 11 135 (34,23 %). Cela est notamment dû à la performance du Parti libéral du Québec qui a vu une amélioration de sept points de pourcentage aux dépens du Parti québécois. Souffrant d'épilepsie, à la fin du mois de décembre 2014, elle communique avec Jacques Chagnon, le président de l'Assemblée nationale, pour obtenir la permission que son chien soit à ses côtés pendant la période des questions. Le 10 février 2015, « Pepper » devient le premier chien à assister aux travaux de l'Assemblée sur le parquet.
À la suite des élections générales de 2018, Samson est perçue comme l'une des favorites pour obtenir un portefeuille ministériel. Cependant, à l'annonce du gouvernement de François Legault, Samson n’en fait pas partie. Lors de l'assermentation des nouveaux ministres, elle quitte le Salon bleu. Le geste est perçu comme un geste de frustration de la part de Samson. Cependant, elle déclare avoir quitté la cérémonie afin de recruter du personnel pour son bureau de comté. À la suite de cet événement, elle prend congé pour une durée indéterminée en raison de rechutes d'épilepsie. Elle dit avoir été blessée par son exclusion ainsi que par la manque d'explication sur cette dite exclusion par le premier ministre. Elle dit alors qu'elle songe à quitter la vie politique.
Le 22 mars 2019, elle se rend à une réunion de parents dans une garderie de Saint-Césaire, où elle affirme, entre autres, qu’elle « aime le luxe, qu’elle a choisi le luxe, et a peur, pour sa sécurité, de rouler dans une voiture bas-de-gamme ». Puis, que « les gens intelligents choisissent des [services] qu’ils sont en mesure de payer ».
Le 15 juin 2021, Claire Samson est exclue du caucus de la Coalition avenir Québec pour avoir fait un don de 100$ au Parti conservateur du Québec. Le 17 juin 2021, elle rejoint le Parti conservateur du Québec, devenant ainsi la première députée du parti en 85 ans à siéger à l'Assemblée nationale,,.
Le 6 décembre 2021, Claire Samson dévoile la candidature de Johanne Beausoleil à la direction générale de la Sûreté du Québec. En raison du caractère confidentiel du processus de nomination, ce geste est considéré comme une erreur, pour laquelle la députée conservatrice s'excuse.

## Fonctions parlementaires
À la formation du caucus de la Coalition avenir Québec, elle devient la porte-parole du deuxième groupe d'opposition en matière de culture et de communications, pour la protection et la promotion de la langue française et responsable de la région de la Montérégie. Depuis le 17 février 2015, elle siège en tant que membre de la Commission de la culture et de l’éducation. Elle est la vice-présidente de la Délégation de l’Assemblée nationale pour les relations avec l’Assemblée nationale française et elle est membre de la Délégation de l'Assemblée nationale pour les relations avec les États-Unis et de la Délégation de l’Assemblée nationale pour les relations avec le Maroc.

## Prix et distinctions
- 2004 : Admise au Temple de la renommée de l'Association canadienne des radiodiffuseurs[15]

## Résultats électoraux
|                                                                                               | Nom                      | Parti            | Nombre de voix | %      | Maj.   |
| --------------------------------------------------------------------------------------------- | ------------------------ | ---------------- | -------------- | ------ | ------ |
|                                                                                               | Claire Samson (sortante) | Coalition avenir | 15 892         | 47,6 % | 10 035 |
|                                                                                               | Nicolas Dionne           | Parti québécois  | 5 857          | 17,5 % | -      |
|                                                                                               | Philippe Jetten-Vigeant  | Québec solidaire | 5 779          | 17,3 % | -      |
|                                                                                               | Mylène Gaudreau          | Libéral          | 4 106          | 12,3 % | -      |
|                                                                                               | Michelle Kolatschek      | Vert             | 631            | 1,9 %  | -      |
|                                                                                               | Serge Benoit             | Conservateur     | 583            | 1,7 %  | -      |
|                                                                                               | Marc-André Renaud        | NPD Québec       | 269            | 0,8 %  | -      |
|                                                                                               | Dany Desjardins          | Bloc pot         | 258            | 0,8 %  | -      |
| Total                                                                                         | Total                    | Total            | 33 375         | 100 %  |        |
| Le taux de participation lors de l'élection était de 70,9 % et 697 bulletins ont été rejetés. |                          |                  |                |        |        |

|                                                                                             | Nom                      | Parti            | Nombre de voix | %      | Maj. |
| ------------------------------------------------------------------------------------------- | ------------------------ | ---------------- | -------------- | ------ | ---- |
|                                                                                             | Claire Samson            | Coalition avenir | 11 135         | 34,2 % | 886  |
|                                                                                             | Marie Bouillé (sortante) | Parti québécois  | 10 249         | 31,5 % | -    |
|                                                                                             | Chantal Tremblay         | Libéral          | 8 602          | 26,4 % | -    |
|                                                                                             | Myriam-Zaa Normandin     | Québec solidaire | 2 283          | 7 %    | -    |
|                                                                                             | Claude Savard            | Option nationale | 265            | 0,8 %  | -    |
| Total                                                                                       | Total                    | Total            | 32 534         | 100 %  |      |
| Le taux de participation lors de l'élection était de 71 % et 652 bulletins ont été rejetés. |                          |                  |                |        |      |

|                                                                                             | Nom                      | Parti            | Nombre de voix | %      | Maj.  |
| ------------------------------------------------------------------------------------------- | ------------------------ | ---------------- | -------------- | ------ | ----- |
|                                                                                             | Marie Bouillé (sortante) | Parti québécois  | 13 779         | 38,9 % | 1 953 |
|                                                                                             | Claire Samson            | Coalition avenir | 11 826         | 33,4 % | -     |
|                                                                                             | Alain Ménard             | Libéral          | 6 833          | 19,3 % | -     |
|                                                                                             | Myriam Zaa-Normandin     | Québec solidaire | 1 462          | 4,1 %  | -     |
|                                                                                             | Marie-France Allard      | Vert             | 853            | 2,4 %  | -     |
|                                                                                             | Claude Chagnon           | Option nationale | 669            | 1,9 %  | -     |
| Total                                                                                       | Total                    | Total            | 35 422         | 100 %  |       |
| Le taux de participation lors de l'élection était de 78 % et 546 bulletins ont été rejetés. |                          |                  |                |        |       |